# 大禿

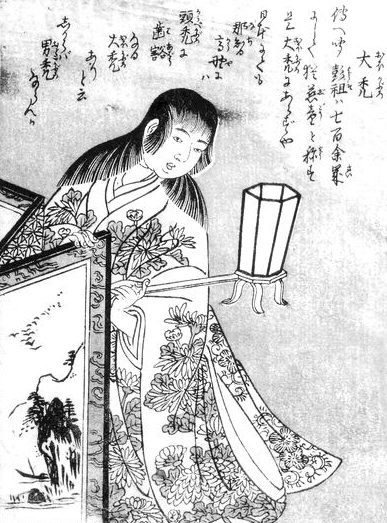
鳥山石燕『今昔画図続百鬼』より「大禿」

大禿（おおかぶろ）は、鳥山石燕の妖怪画集『今昔画図続百鬼』に描かれている妖怪。

## 概要
屏風よりも背が高く、菊の模様の振袖を着た禿頭の人物の姿が描かれている。禿（かむろ・かぶろ）とは遊里で働いている遊女見習いの少女のこと。絵に添えられた解説文は以下のとおり。

## 解説文の内容
彭祖とは、「慈童」または「菊慈童」の名で広く知られている仙人で、菊の露を飲んで不老不死となったとされる。一般的には八百歳とされることが多いが、能『菊慈童』では「七百歳」という語句が用いられており、石燕が大禿に付した文は、画題としても親しまれていた『菊慈童』を踏まえたパロディとみることができる。
「頭禿（こうべかぶろ）にて歯豁（はあばら）なる」という表現は、毛や歯が抜け落ちた様から老人を指す言葉「頭童歯豁」（とうどうしかつ）と同義で、「中国の仙人には菊慈童のように七百歳以上のこどもがいる、これは（妖怪の）大禿だろうか。日本には那智山（青岸渡寺）や高野山（金剛峰寺）には頭がはげ歯が抜け落ちたよぼよぼの大きなこどもがいる、とすればこの（妖怪の）大禿は、男の禿であろうか」との意味になるが、具体的に大禿がどのような妖怪なのかは見た目以外はよくわからない。
石燕の描く妖怪には、実際に存在する妖怪として伝承されていたものではなく風刺や絵解き遊びをこめて創作されたものも多いが、この大禿もそのような例であると考えられている。近藤瑞木は、当時絵手本として用いられていた『画筌』での慈童の顔や髪の描かれ方の相似から、菊慈童を模していることが意識的に絵に組み込まれている可能性を指摘しており、この「大禿」は人々によく知られていた菊慈童の「絵」を遊里の禿に見立てて描いたもので、文中には山寺の老僧たちをその対比として書き入れたのであろうと考察している。
多田克己は、大禿の着物に描かれている菊は肛門や男色を示す隠語である点から、男色の破戒僧を風刺して創作されたものであろうとの説をあげている。女犯が禁じられらた寺院では男色が盛んに行われたとされ、説明文中に出てくる那智山や高野山には「高野六十那智八十（こうやろくじゅうなちはちじゅう）」（高野山では60歳まで、那智山では80歳まで稚児役として僧侶の男色の相手をさせられる者がいる）という俚諺があり、これを妖怪化したパロディとも言える。

## 昭和・平成以降の解説
昭和後期以降、大きな顔の妖怪に「大かむろ」という名称が用いられており、石燕の「大禿」との混用が起こっているが、両者に直接関係は無く別々の妖怪である。
新人物往来社『歴史読本』 臨時増刊「異界の日本史 鬼・天狗・妖怪の謎」（1989年）では、江戸時代に広島県御手洗の待合茶屋・若胡子屋に現れたという禿（かむろ。妓楼で働く若い女郎）が化けて出た話を紹介する記事に石燕の「大禿」の挿絵が用いられているが、伝承に直接の関係は無い。